# Albert Yava
Albert Yava (1888–1980) foi um autobiógrafo e intérprete Hopi–Tewa. Nascido em Tewa Village, em First Mesa, Arizona em 1888, era filho de pai Hopi e mãe Tewa. O seu nome de nascimento, originalmente, era Nuvayoiyava, que significa Big Falling Snow ('grande queda de neve' em português). 

## Biografia
Nuvayoiyava frequentou a escola primária em Polacca, Arizona, numa época em que a educação obrigatória nas escolas administradas pelo governo dos EUA era um tema controverso na comunidade Hopi. Os professores da escola encurtaram seu nome para Yava e adicionaram Albert, nome que ele usou pelo resto de sua vida. Yava posteriormente frequentou o internato para índios americanos em Keams Canyon, Arizona e passou cinco anos na Chilocco Indian School em Oklahoma.
Yava retornou à reserva Hopi em 1912, onde trabalhou para o Gabinete de Assuntos Indígenas (sigla BIA, em inglês), em Keams Canyon, como pintor no departamento de manutenção. Ele também serviu como intérprete, aproveitando seu conhecimento de Hopi, Tewa, Inglês e um pouco de Navajo.
Em 1943, Yava forneceu o texto em língua Hopi para dois livros infantis bilíngues publicados pelo Gabinete de Assuntos Indígenas: Field Mouse Goes To War / Tusan Homichi Tuvwöta e Little Hopi / Hopihoya. Essas obras foram baseadas em fontes Hopi autênticas, as primeiras de seu tipo na educação nativa americana. Após a Segunda Guerra Mundial, os esforços da BIA se voltaram para a assimilação e esforços adicionais na educação bilíngue não foram feitos por várias décadas posteriores.
Mais tarde, Yava foi considerado um respeitado ancião da comunidade e uma autoridade nas tradições Hopi e Tewa. Tratado como um membro da Tewa por descendência matrilinear, sua subsequente influência na tribo de One Horn fez dele um membro dos Hopi também, após decisão na Kiva.
De 1969 a 1977, Yava se encontrava com o antropólogo Harold Courlander para registrar lembranças de sua vida, história e tradições Hopi e Tewa, e questões atuais que afetam a comunidade, como as disputas de terra Hopi-Navajo. Essas gravações foram transcritas e editadas por Courlander e publicadas no livro Big Falling Snow: A Tewa-Hopi's Life and Times and the History and Traditions of His People em 1978. O trabalho foi elogiado pela narração perspicaz de Yava, os relatos dos efeitos da cultura ocidental sobre os Hopi, e "capacidade de reconciliar duas filosofias aparentemente opostas: o cerimonialismo Hopi e o racionalismo ocidental". O trabalho gerou comparações com a premiada autobiografia de Don C. Talayesva, Sun Chief (1963).
Yava morreu em fevereiro de 1980. Um obituário no International Journal of American Linguistics (Revista Internacional de Linguística Americana, em português) elogiou suas habilidades linguísticas, chamando-o de "homem notável".